# Warwick Brown
Warwick Brown, född 24 november 1949 i Sydney, är en australisk racerförare.

## Racingkarriär
Brown vann Tasman Series i Australien 1975 och var den förste australiern som gjorde detta. Han flyttade därefter till USA, där han med framgång tävlade i formel 5000. 
Brown fick köra ett formel 1-lopp säsongen 1976 då han ersatte en skadad Chris Amon i USA. Brown körde där en Wolf-Williams-Ford och slutade på fjortonde plats. 